# 格爾特·范·瓦爾
格爾特·范·瓦爾（荷蘭語：Gert Van Walle；1987年8月7日—）是一位比利時排球運動員。他現在效力於法國排球聯賽球隊博位。他也代表比利時國家男子排球隊參賽。